# IC 1510-1
IC 1510-1 — галактика типу S (спіральна галактика) у сузір'ї Риби.
Цей об'єкт міститься в оригінальній редакції індексного каталогу.